# Église San Gennaro all'Olmo
L'église San Gennaro all'Olmo (Saint-Janvier-de-l'Orme) est une petite église du centre historique de Naples (Spaccanapoli) au croisement de la  via San Gregorio Armeno et de la via San Biagio dei Librai. Elle constitue un ensemble monumental unique avec l'église San Biagio Maggiore qui lui est contiguë.
L'église est consacrée à saint Janvier, patron de Naples; elle est appelée all'Olmo (de l'Orme) parce qu'autrefois un grand orme se dressait sur la petite place voisine sur lequel on faisait pendre le prix du vainqueur au jeu de cocagne.
À l'origine, elle était sous le vocable de San Gennaro ad diaconiam, parce qu'elle comptait parmi les églises qui avaient un diacre pour la distribution des aumônes en faveur des pauvres et des veuves. Elle est aujourd'hui désaffectée et sert à des manifestations culturelles.

## Histoire

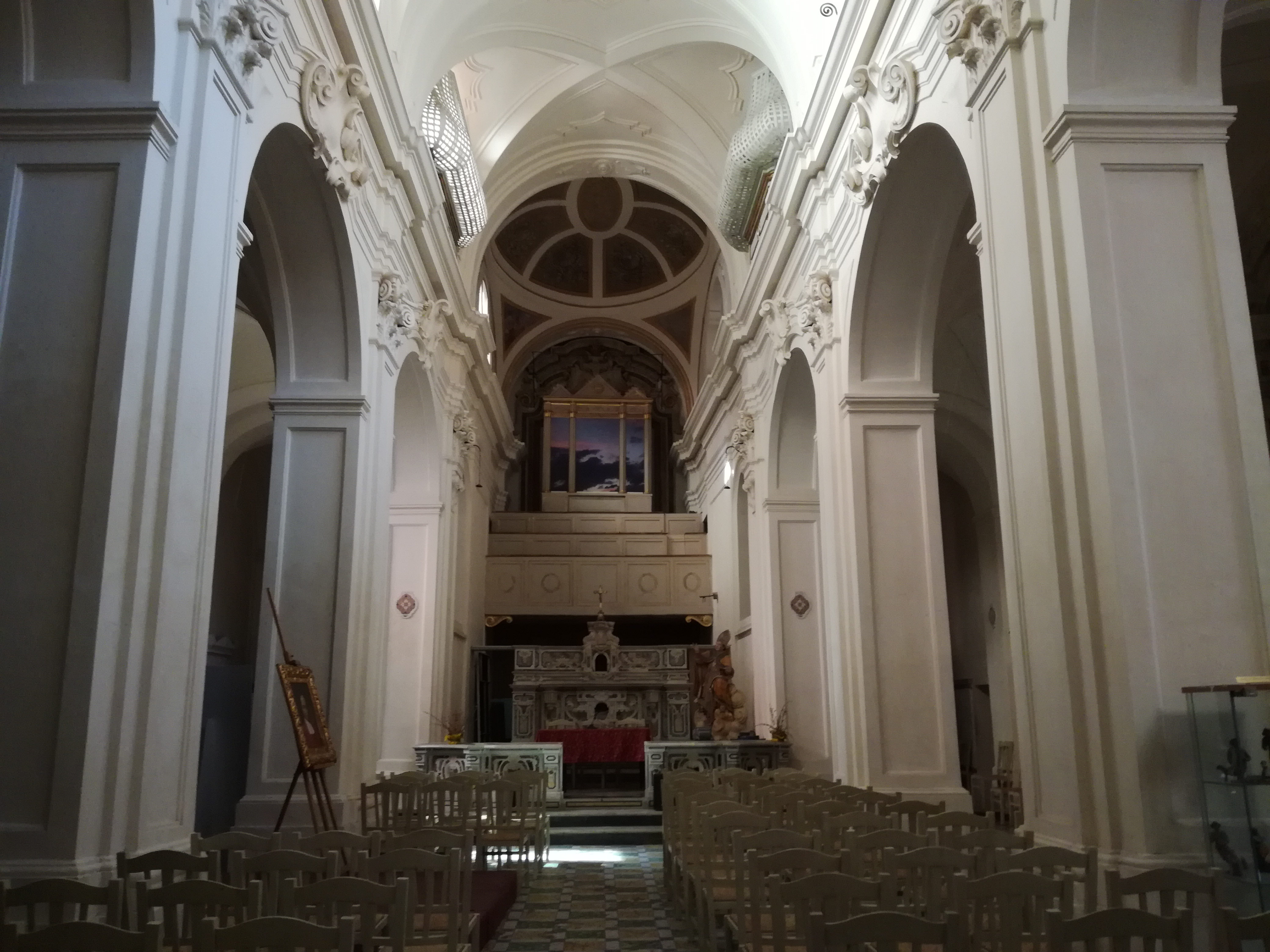
Voûte à l'intérieur

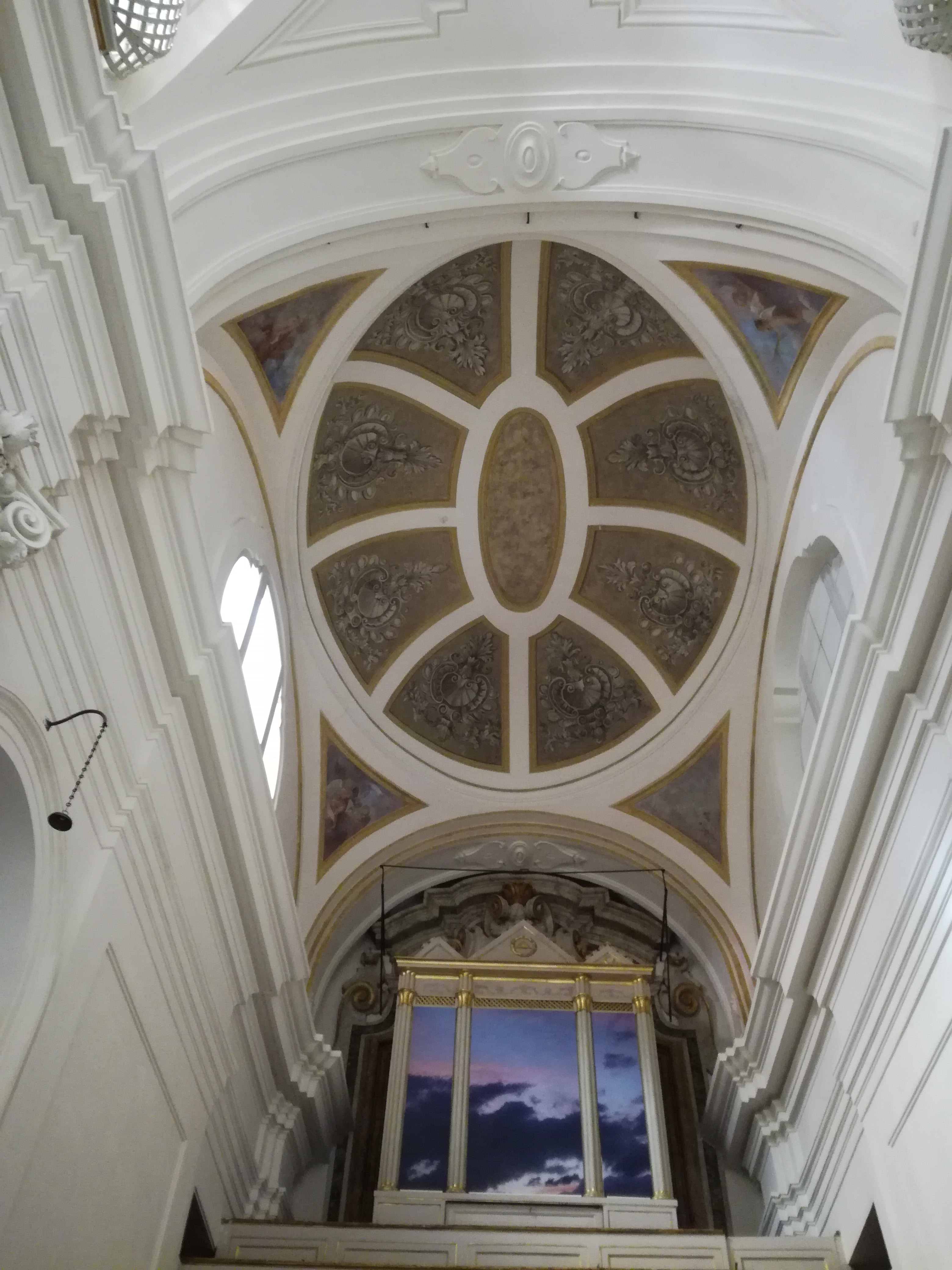
La coupole après restauration (2010)

La fondation de l'église remonte au VIIe siècle par le treizième évêque de Naples, saint Agnellus (680-701), qui la consacre à saint Janvier, alors qu'existait une des sept diaconies de la ville. Selon la tradition, elle serait plutôt une des six premières églises de rite grec fondée au temps de Constantin, mais cela n'est pas prouvé.
Les rites sont célébrés jusqu'à la fin du XIVe siècle en grec et en latin, mais ensuite uniquement en latin comme toutes les églises. L'antique hôpital de la diaconie est en activité jusqu'à la fin du XVe siècle.
Au VIIIe siècle, les religieuses arméniennes qui arrivent à Naples d'Arménie à cause des persécutions iconoclastes qu'elles subissent, trouvent refuge en cette église. Elles apportent avec elles les reliques de saint Grégoire et le crâne de saint Blaise. Une chapelle est dédiée à ce saint dans l'église. En 1631, la dévotion envers ce saint thaumaturge augmente à tel point que la chapelle est intégrée dans l'église contiguë consacrée à saint Blaise, l'église San Biagio Maggiore, édifiée pour ces nouvelles exigences.
L'église est restaurée en 1583 selon la volonté de l'abbé Agnello Rosso. On retrouve au cours des travaux sous le maître-autel une urne de marbre contenant les reliques de saint Nostrien, qui sont transférées en 1965 en l'église Santi Filippo e Giacomo. L'église est placée sous son vocable pendant que les reliques sont exposées au public en 1612. Le compositeur Nicola Porpora y est baptisé à la fin du XVIIe siècle.
Pendant la seconde moitié du XXe siècle, l'église est fermée au culte et dépouillée de ses œuvres d'art, et l'entrée est murée. Les infiltrations et l'incurie détruisent les décorations en stuc baroques et la petite coupole au-dessus du chœur s'effondre. L'assemblée des fidèles se réunit alors en l'église voisine Santi Filippo e Giacomo.

## Restaurations
L'église est élevée au statut d'église paroissiale au début du XVIIe siècle et à nouveau restaurée après le tremblement de terre de 1688; c'est à cette époque que sa décoration intérieure est refaite avec des stucs baroque de grande qualité. Le philosophe Giambattista Vico y est baptisé.
D'autres restaurations baroques interviennent au cours du XVIIIe siècle, ainsi que la réalisation du maître-autel et des autels latéraux actuels en marbre opus sectile.
Une restauration est réalisée ensuite au début du XIXe siècle par le curé Adinolfi, qui fait refaire le pavement de majolique, tandis que les parois murales sont peintes en blanc et bleu ciel (elles étaient auparavant peintes en faux marbre). Une autre tranche de travaux a lieu en 1908, avec l'avancement de la façade englobant le petit escalier antique,, ce qui réduit l'espace extérieur et son parvis qui perd son aspect de petite place.
Après le tremblement de terre de 1980, l'édifice est sécurisé avec des ancres de fixage dans les parois.
L'église a été confiée récemment à la Fondazione Giambattista Vico. Cette institution a supervisé la première session de travaux de restauration et la réfection de la décoration intérieure de la nef, puis la seconde session qui a eu comme objectif la reconstruction du chœur avec sa petite coupole, ainsi que la récupération des chapelles latéralese. Sous l'édifice, on trouve une autre église avec une petite crypte où sont inhumées diverses personnes du peuple. L'église possède quelques colonnes paléochrétiennes et d'autres vestiges de cette époque antique.
Des fouilles et études récentes indiquent que le site possédait un ossuaire où fut notamment inhumé le père de Giambattista Vico.
L'église est l'un des sièges de la fondation qui l'a restaurée.

## Source de la traduction
- (it) Cet article est partiellement ou en totalité issu de l’article de Wikipédia en italien intitulé « Chiesa di San Gennaro all'Olmo » (voir la liste des auteurs).